# モニター・グループ
モニター・グループ（Monitor Group）は、かつて存在した、ハーバード・ビジネス・スクールの教授陣が1983年に設立した戦略コンサルティングファーム。現在はDeloitte内の一部門として名前を残している。
2013年1月にデロイト トウシュ トーマツ（Deloitte）に買収され、現在はモニターデロイト(Monitor Deloitte)として戦略コンサルティングサービスを提供している。

## 概要
マイケル・ポーターらハーバード大学ビジネス・スクールの教授陣によって創設され、VC、インキュベーション、投資銀行機能といった独自のグループ展開とフラットな組織を特徴とし、世界の主要26都市にオフィスを展開していた。
顧客はフォーチュン・グローバル500企業から各国政府機関、非営利機関まで多岐に渡り、特に政府機関、ヘルスケア、消費財、ハイテク通信分野関連の顧客が多い。現在までに公表されているプロジェクトとしてはリビア政府の経済政策評価・立案  や、カリフォルニア大学の事業再編支援 等があった。
2013年1月11日に約1,200人の人員及び業務はデロイト・トウシュ・トーマツへの事業移管が完了し、Monitor Deloitteという新たなブランド名で戦略コンサルティングサービスを提供している。
また日本においても、2018年6月20日よりモニター デロイト ジャパンとしてモニターブランドを冠した戦略コンサルティングサービスの展開が開始された。